# Лупійчук Віктор Володимирович
Віктор Володимирович Лупійчук (9 листопада 1960, м. Тернопіль — 9 липня 2023) — український різьбяр по дереву. Син Володимира Лупійчука. Дипломи і премії виставок (1987, 1988, 1989, 1999).

## Життєпис
Закінчив Тернопільський педагогічний інститут (1981). Різьбленню навчався у батька. Працював у Тернополі керівником гуртків різьби по дереву в Палаці піонерів (1982—1993) та в центрі дитячої творчості, керівником відділу школи народних ремесл (1993—2004).
Помер 9 липня 2023 року.
Похований 11 липня 2023 року в селі Гаях-Розтоцьких Тернопільського району.

## Творчість
Учасник виставок у містах Тернопіль (1983, 1985-2000), Київ (1982, 1984—1985, 1987—1988, 1994, 2000), Москва (1982, 1987; нині РФ), Слівен (1982; Болгарія), Збаражі (2013). автор дерев'яних іконостасів у храмах Тернополя (церква Зарваницької Матері Божої, церква Святих благовірних князів Бориса і Гліба).
Скульптури: «Гопак» (1982), «Святослав» (1983), «Гамалія», «Т. Шевченко» (обидві — 1984), «Нестор-літописець» (1988), «Волох» (1988; 2003), «Уперед» (1992), «Перемога» (2000), «Бандурист» (2004), «Боже, Україну храни» (2010); серія рельєфів на Шевченківську тематику (2013). Твори — в Тернопільському обласному художньому музеї, церквах, бібліотеках, приватних колекції автора.

## Нагороди
- Тернопільська обласна премія імені Ярослави Музики (2021, посмертно) — автор циклів дерев’яних скульптур, присвячених історії України та на сакральну тематику[3].